# Karl-Inge Öster
Karl-Inge Öster, född 6 juli 1905 i Ore församling, Kopparbergs län, död 15 juli 1983, var en svensk psykiater.
Öster blev medicine licentiat vid Karolinska institutet i Stockholm 1932, innehade förordnanden vid Karlstads lasarett och olika sinnessjukhus, var chef för Västra Ny sjukhus i Bona 1948–51, överläkare vid Birgittas sjukhus i Vadstena 1951–55, vid Ulleråkers sjukhus i Uppsala 1955–57, var medicinalråd och chef för byrån för social- och rättspsykiatri 1957–69 samt förtroendeläkare vid försäkringskassan i Älvsborgs län 1971–75.